# Fabian Sebastian Oyrzyński
Fabian Sebastian Oyrzyński (Ojrzyński) herbu Lubicz (ur. ok. 1750 roku) – generał major komenderujący w Dywizji Podolskiej i Bracławskiej (później Wołyńskiej i Podolskiej), komendant 12. Regimentu Pieszego Koronnego w 1782 roku, członek Komisji Wojskowej Obojga Narodów w 1788 roku, komisarz tej komisji w 1792 roku.
W 1789 roku został kawalerem Orderu Świętego Stanisława. 